# Annette Schleiermacher
Annette Schleiermacher (* 26. Juni 1926 in Karlsruhe; † 19. April 2024 in München) war eine deutsche Schauspielerin.

## Leben
Annette Schleiermacher wuchs in Karlsruhe auf. Ihr Vater war der Ingenieur Ernst Friedrich Schleiermacher, ihre Mutter Margarete Schleiermacher, geb. Schellens, ihr Großvater August Schleiermacher.
Annette Schleiermacher absolvierte ihre Schauspielausbildung am Max-Reinhardt-Seminar in Wien. Ihr erstes Engagement als Schauspielerin hatte sie in Heidelberg 1946/47. Weitere Stationen waren das Staatstheater Braunschweig unter Leitung von Walter Bruno Iltz, das Landestheater Darmstadt unter Leitung von Gustav Rudolf Sellner, das Schauspielhaus Köln, das Schillertheater Berlin und das Düsseldorfer Schauspielhaus unter der Leitung von Karl-Heinz Stroux.
Schleiermacher heiratete am 14. August 1961 den deutsch-amerikanischen Wissenschaftler Peter Wegener, der als Physiker an der Yale-Universität lehrte. Am Ende der Spielzeit 1964 zog sie in die Nähe von New  Haven (Connecticut) an der Ostküste der USA. Von dort aus gab sie an der School of Music der Yale-Universität und an der Juilliard School in New York Schauspielunterricht unter ihrem neuen Namen Annette Wegener. An der Yale-Universität inszenierte sie mehrere Opern, z. B. Figaros Hochzeit.
In dieser Zeit übersetzte sie ein Kunstbuch aus dem Amerikanischen ins Deutsche (s. unter Literatur).
Nach dem Tod ihres Mannes kehrte sie 2009 nach Deutschland zurück, zunächst nach München und Berlin, ab 2022 lebte sie nur noch in München, wo sie auch starb. Beerdigt ist sie auf dem Hauptfriedhof Karlsruhe in einem Familiengrab der Familie Schleiermacher unter ihrem Namen Annette Wegener.
2012 wird sie als Ehefrau eines Zeitzeugen im Fernsehfilm George interviewt und beschreibt dort die zu Kriegsende angespannte Beziehung ihres Schwiegervaters Paul Wegener mit Heinrich George.

## Filmografie
- 1949: Nachtwache – Regie: Harald Braun
- 1959: Kopfgeld[9] – Regie: Rolf Hädrich, Fernsehfilm
- 1961: Unerwartet verschied…[10] – Regie: Kurt Horwitz, Fernsehfilm
- 1962: Ein verdienter Staatsmann[11] – Regie: Rudolf Raepple, Fernsehfilm
- 1962: Der Walzer der Toreros[12] – Regie: Peter Beauvais, Fernsehfilm
- 2012: George[13] - Regie: Joachim A. Lang, Fernsehfilm

## Hörspiele
Quelle: Hörspieldatenbank der ARD
- Geo Blanc: Wir machen ein Hörspiel. Regie: Walter Knaus. Süddeutscher Rundfunk 1952.
- Louis MacNeice: Der dunkle Turm. Regie: Walter Knaus. Süddeutscher Rundfunk 1953.
- Graham Greene: Das Attentat. Funkbearbeitung: Max Gundermann. Regie: Ludwig Cremer. Westdeutscher Rundfunk 1957.
- John Osborne: Blick zurück im Zorn. Regie: Ludwig Cremer. Westdeutscher Rundfunk 1957.
- Franz Essel: Alexander in Athen. Regie: Raoul Wolfgang Schnell. Westdeutscher Rundfunk 1958.
- Stefan W. Escher: Wünsche oder Märchen am Arabischen Golf. Regie: Theodor Steiner. Hessischer Rundfunk 1959.
- T. S. Eliot: Ein verdienter Staatsmann. Regie: Oscar Fritz Schuh. Westdeutscher Rundfunk 1960.
- Wilhelm Hauff: Kalif Storch. Regie: Fritz Peter Vary. Westdeutscher Rundfunk 1961.